# Laryngal
Laryngal (græsk. larynx "strubehoved") er en samlebetegnelse for de glottale og faryngale sproglyde, der dannes i struben. Ordet er ikke længere i brug i fonetikken, men bruges stadig inden for studiet af de semitiske og de indoeuropæiske sprog.

## Semitiske laryngealer
Laryngaler (eller gutturaler) bruges i den semitiske filologi om en række strubelyde, som gerne opfattes som særligt fremmedartede for vesteuropæere og – særligt i hebræisk – forårsager visse ændringer i omkringstående vokaler. På bibelsk hebræisk er der primært tale om א (’ālep̄, [ʔ]), ה (hēh, [h]), ח (ḥet, [ħ]) og ע (‛ajin, [ʕ]), som alle har en tendens til at farve omkringstående vokaler i retning af et [a] og som, når de optræder ordfinalt efter en lang vokal, som ikke er [a], vil bevirke, at et kort [a], et såkaldt páṯaḥ furtivum, indskydes efter denne.

## Indoeuropæiske laryngealer
Antagelsen af, at det indoeuropæiske ursprog besad laryngaler, går tilbage til den danske sprogvidenskabsmand Hermann Møller, der mente, at indoeuropæisk og semitisk var tæt beslægtede sprogfamilier. Den berømte lingvist Ferdinand de Saussure havde allerede i 1879 argumenteret for, at særheder i de senere indoeuropæiske sprog ville kunne forklares mere enkelt, hvis man antog, at der havde eksisteret visse hypotetiske sproglyd, som han kaldte coefficients sonantiques (som han noterede A og O). Men det var Hermann Møller, der identificerede dem med strubelyd som i semitisk. Laryngalteorien fik uventet opbakning, da man dechifrerede hittitisk og fandt, at dette sprog i en række ord havde h, hvor de andre indoeuropæiske sprog ikke havde nogen lyd.
Fordi laryngalteorien er i stand til at forklare en mængde uregelmæssigheder, har den efterhånden vundet tilslutning hos de fleste forskere af de indoeuropæiske sprog. De fleste forskere er enige om, at der fandtes tre laryngaler:
| *h1 | farver ikke et tilstødende e  |
| *h2 | farver et tilstødende e til a |
| *h3 | farver et tilstødende e til o |

Laryngalernes virkning kan sammenlignes med det danske r, der farver en vokal og undertiden er stumt: f.eks. hare [ha:ɔ], herre [hä:ɔ]; et stumt g farver derimod ikke en vokal: f.eks. hage [hɑ:ə].
Laryngalen sætter sig først og fremmest spor på følgende to måder:
- Når laryngalen stod mellem to konsonanter, blev den i sanskrit til i eller Ø (nul), men i de europæiske sprog til a. Det er den lyd, som man i den ældre indoeuropæistik rekonstruerede som *ə. På græsk bliver den vokaliserede laryngal til e, a, o alt efter den pågældende laryngals kvalitet.
- Når laryngalen stod mellem en vokal og konsonant, forsvandt den, idet vokalen blev forlænget og eventuelt farvet af laryngalen.

Herved kan man forklare en række aflydsformer, f.eks.:
- I sanskrit har en række verbalrødder -i- foran de endelser og suffikser, der begynder med en konsonant. Når disse rødder har nultrin, bliver den vokaliserede stammekonsonant imidlertid forlænget. Det forklares bedst, hvis man antager en laryngal, f.eks. jani-tar- : jā-ta- < indoeuropæisk *ĝenh1-ter- : *ĝnh1-to-.
- Græsk didōmi "jeg giver" : didomen "vi giver" kan rekonstrueres med den velkendte aflyd *e : *Ø som i eimi "jeg vil gå" : imen "vi vil gå": indoeuropæisk *deh3-mi : *dh3-me = *(h1)ei-mi : *(h1)i-me.
- En del græske ord begynder med en ("protetisk") vokal, hvor de fleste andre indoeuropæiske sprog ikke har nogen lyd. Man antager, at denne vokal fortsætter en gammel laryngal, f.eks. astēr = stjerne. I dette ord understøttes antagelsen af en laryngal af hittitisk hasterza.

De indoeuropæiske og uralske sprog har igennem årtusinder været i gensidig kontakt, og ikke mindst uralsk har gennem tiderne lånt talrige ord fra indoeuropæisk. En del af de ældste lån synes at have bevaret den oprindelige laryngal på den ene eller anden måde, f.eks. finsk kalje- = dansk øl < indoeuropæisk *h2el-u- eller finsk lehti = dansk blad < indoeuropæisk *bhlh1-to-.

## Udtale
Hvordan laryngalerne faktisk blev udtalt er naturligvis ren spekulation. Men det kunne dog hænde, at man af en eller anden grund skal give dem en lyd og i så fald er Michael Meier-Brüggers forslag næppe værre end andre, dvs. *h1 blev udtalt som et normalt h, *h2 som ch-lyden i det tyske Ach og *h3 som dens stemte genpart dvs. for at benytte IPAs tegn, [h], [x] og [ɣ].